# Чемпионат мира по футболу 2022 (отборочный турнир, УЕФА, группа H)
Жеребьёвка отборочного турнира европейской квалификации чемпионата мира 2022 прошла в Цюрихе 7 декабря 2020 года. В группу H зоны УЕФА попали сборные по футболу следующих стран: Хорватия, Словакия, Россия, Словения, Кипр и Мальта.
Матчи в группе H прошли с 24 марта 2021 года по 14 ноября 2021 года.
Сборная Хорватии, занявшая первое место, вышла в финальную часть чемпионата мира напрямую. Сборная России, занявшая второе место, была запланирована к участию в стыковых матчах за право выхода в финальную часть турнира, однако после вторжения в Украину, России была отстранена от участия в стыках. Все остальные не прошли квалификацию и не попали в финальную часть. 
| Поз | Команда  | И  | В | Н | П | МЗ | МП | РМ  | О  | Квалификация                        |     | Хорватия | Россия | Словакия | Словения | Республика Кипр | Мальта |
| --- | -------- | -- | - | - | - | -- | -- | --- | -- | ----------------------------------- | --- | -------- | ------ | -------- | -------- | --------------- | ------ |
| 1   | Хорватия | 10 | 7 | 2 | 1 | 21 | 4  | +17 | 23 | Квалификация на Чемпионат мира 2022 |     | —        | 1:0    | 2:2      | 3:0      | 1:0             | 3:0    |
| 2   | Россия   | 10 | 7 | 1 | 2 | 19 | 6  | +13 | 22 | Выход в раунд плей-офф              |     | 0:0      | —      | 1:0      | 2:1      | 6:0             | 2:0    |
| 3   | Словакия | 10 | 3 | 5 | 2 | 17 | 10 | +7  | 14 |                                     |     | 0:1      | 2:1    | —        | 2:2      | 2:0             | 2:2    |
| 4   | Словения | 10 | 4 | 2 | 4 | 13 | 12 | +1  | 14 |                                     | 1:0 | 1:2      | 1:1    | —        | 2:1      | 1:0             |        |
| 5   | Кипр     | 10 | 1 | 2 | 7 | 4  | 21 | −17 | 5  |                                     | 0:3 | 0:2      | 0:0    | 1:0      | —        | 2:2             |        |
| 6   | Мальта   | 10 | 1 | 2 | 7 | 9  | 30 | −21 | 5  |                                     | 1:7 | 1:3      | 0:6    | 0:4      | 3:0      | —               |        |

## Результаты
Расписание матчей было опубликовано УЕФА после жеребьёвки 10 декабря 2020 года в Цюрихе.

### 1 тур
| Кипр | 0:0   | Словакия |
| ---- | ----- | -------- |
|      | отчёт |          |

| Мальта    | 1:3   | Россия                                  |
| --------- | ----- | --------------------------------------- |
| Мбонг 56′ | отчёт | Дзюба 23′ · Фернандес 35′ · Соболев 90′ |

| Словения   | 1:0   | Хорватия |
| ---------- | ----- | -------- |
| Ловрич 15′ | отчёт |          |

### 2 тур
| Россия         | 2:1   | Словения   |
| -------------- | ----- | ---------- |
| Дзюба 26′, 35′ | отчёт | Иличич 36′ |

| Хорватия    | 1:0   | Кипр |
| ----------- | ----- | ---- |
| Пашалич 40′ | отчёт |      |

| Словакия                   | 2:2   | Мальта                     |
| -------------------------- | ----- | -------------------------- |
| Стрелец 49′ · Шкриньяр 53′ | отчёт | Гэмбин 16′ · Сатариано 19′ |

### 3 тур
| Кипр       | 1:0   | Словения |
| ---------- | ----- | -------- |
| Питтас 42′ | отчёт |          |

| Хорватия                                      | 3:0   | Мальта |
| --------------------------------------------- | ----- | ------ |
| Перишич 62′ · Модрич 76′ (пен.) · Брекало 90′ | отчёт |        |

| Словакия               | 2:1   | Россия        |
| ---------------------- | ----- | ------------- |
| Шкриньяр 38′ · Мак 74′ | отчёт | Фернандес 71′ |

### 4 тур
| Мальта                      | 3:0   | Кипр |
| --------------------------- | ----- | ---- |
| Аттард 44′, 54′ · Мбонг 46′ | отчёт |      |

| Россия | 0:0   | Хорватия |
| ------ | ----- | -------- |
|        | отчёт |          |

| Словения      | 1:1   | Словакия   |
| ------------- | ----- | ---------- |
| Стоянович 20′ | отчёт | Боженик 9′ |

### 5 тур
| Кипр | 0:2   | Россия                       |
| ---- | ----- | ---------------------------- |
|      | отчёт | Ерохин 6′ · Жемалетдинов 55′ |

| Словения          | 1:0   | Мальта |
| ----------------- | ----- | ------ |
| Ловрич 45′ (пен.) | отчёт |        |

| Словакия | 0:1   | Хорватия     |
| -------- | ----- | ------------ |
|          | отчёт | Брозович 86′ |

### 6 тур
| Хорватия                               | 3:0   | Словения |
| -------------------------------------- | ----- | -------- |
| Ливая 33′ · Пашалич 66′ · Влашич 90+4′ | отчёт |          |

| Россия                         | 2:0   | Мальта |
| ------------------------------ | ----- | ------ |
| Смолов 10′ · Бакаев 84′ (пен.) | отчёт |        |

| Словакия                  | 2:0   | Кипр |
| ------------------------- | ----- | ---- |
| Шранц 55′ · Косцепник 77′ | отчёт |      |

### 7 тур
| Кипр | 0:3   | Хорватия                                   |
| ---- | ----- | ------------------------------------------ |
|      | отчёт | Перишич 45+2′ · Гвардиол 80′ · Ливая 90+2′ |

| Мальта | 0:4   | Словения                                 |
| ------ | ----- | ---------------------------------------- |
|        | отчёт | Иличич 27′, 60′ · Шпорар 49′ · Шешко 67′ |

| Россия              | 1:0   | Словакия |
| ------------------- | ----- | -------- |
| Шкриньяр 24′ (авт.) | отчёт |          |

### 8 тур
| Кипр                     | 2:2   | Мальта                           |
| ------------------------ | ----- | -------------------------------- |
| Папулис 7′ · Сотириу 80′ | отчёт | З. Мускат 53′ · Дегабриэле 90+8′ |

| Хорватия                  | 2:2   | Словакия                 |
| ------------------------- | ----- | ------------------------ |
| Крамарич 25′ · Модрич 71′ | отчёт | Шранц 20′ · Гараслин 45′ |

| Словения   | 1:2   | Россия                  |
| ---------- | ----- | ----------------------- |
| Иличич 40′ | отчёт | Дивеев 28′ · Джикия 32′ |

### 9 тур
| Россия                                                                     | 6:0   | Кипр |
| -------------------------------------------------------------------------- | ----- | ---- |
| Ерохин 4′, 87′ · Смолов 55′ · Мостовой 56′ · Сутормин 62′ · Заболотный 82′ | отчёт |      |

| Мальта              | 1:7   | Хорватия                                                                                  |
| ------------------- | ----- | ----------------------------------------------------------------------------------------- |
| Брозович 31′ (авт.) | отчёт | Перишич 6′ · Чалета-Цар 22′ · Пашалич 39′ · Модрич 45'+1′ · Майер 47′, 64′ · Крамарич 53′ |

| Словакия                      | 2:2   | Словения                |
| ----------------------------- | ----- | ----------------------- |
| Дуда 58′ (пен.) · Стрелец 74′ | отчёт | Зайц 18′ · М. Мевля 62′ |

### 10 тур
| Хорватия            | 1:0   | Россия |
| ------------------- | ----- | ------ |
| Кудряшов 81′ (авт.) | отчёт |        |

| Мальта | 0:6   | Словакия                                          |
| ------ | ----- | ------------------------------------------------- |
|        | отчёт | Руснак 6′, 16′ · Дуда 8′, 69′, 80′ · Де Марко 72′ |

| Словения                    | 2:1   | Кипр        |
| --------------------------- | ----- | ----------- |
| Зайц 48′ · Гнезда-Черин 84′ | отчёт | Какулис 89′ |

## Бомбардиры
4 мяча
- Йосип Иличич

3 мяча
| - Артём Дзюба | - Александр Ерохин |  |

2 мяча
| - Джозеф Мбонг - Кейн Аттард - Марио Фернандес - Иван Шранц - Милан Шкриньяр - Фёдор Смолов | - Санди Ловрич - Иван Перишич - Лука Модрич - Марио Пашалич - Марко Ливая |  |

1 мяч
| - Иоаннис Питтас - Пиерос Сотириу - Фотис Папулис - Александер Сатариано - Зак Мускат - Люк Гэмбин - Юрген Дегабриэле | - Георгий Джикия - Зелимхан Бакаев - Игорь Дивеев - Рифат Жемалетдинов - Андрей Мостовой - Александр Соболев - Алексей Сутормин - Антон Заболотный | - Давид Стрелец - Лукаш Гараслин - Мартин Косцелник - Роберт Боженик - Роберт Мак - Андраж Шпорар - Беньямин Шешко - Петар Стоянович - Андрей Крамарич - Йосип Брекало - Йошко Гвардиол - Марцело Брозович - Никола Влашич |

1 автогол
- Милан Шкриньяр (против  России)
- Марцело Брозович (против  Мальты)
- Фёдор Кудряшов (против  Хорватии)